# Ravenna (Ohio)
Ravenna é uma cidade localizada no estado norte-americano de Ohio, no Condado de Portage.

## Demografia
Segundo o censo norte-americano de 2000, a sua população era de 11.771 habitantes.
Em 2006, foi estimada uma população de 11.422, um decréscimo de 349 (-3.0%).

## Geografia
De acordo com o United States Census Bureau tem uma área de
13,9 km², dos quais 13,9 km² cobertos por terra e 0,0 km² cobertos por água. Ravenna localiza-se a aproximadamente 380 m acima do nível do mar.

## Localidades na vizinhança
O diagrama seguinte representa as localidades num raio de 16 km ao redor de Ravenna.